# هانس پیتر ماکان
هانس پیتر ماکان (انگلیسی: Hans-Peter Makan؛ زادهٔ ۱ ژانویهٔ ۱۹۶۰) بازیکن فوتبال سابق اهل آلمان است.
از باشگاه‌هایی که در آن بازی کرده‌است می‌توان به باشگاه فوتبال اشتوتگارت اشاره کرد.